# RS-68

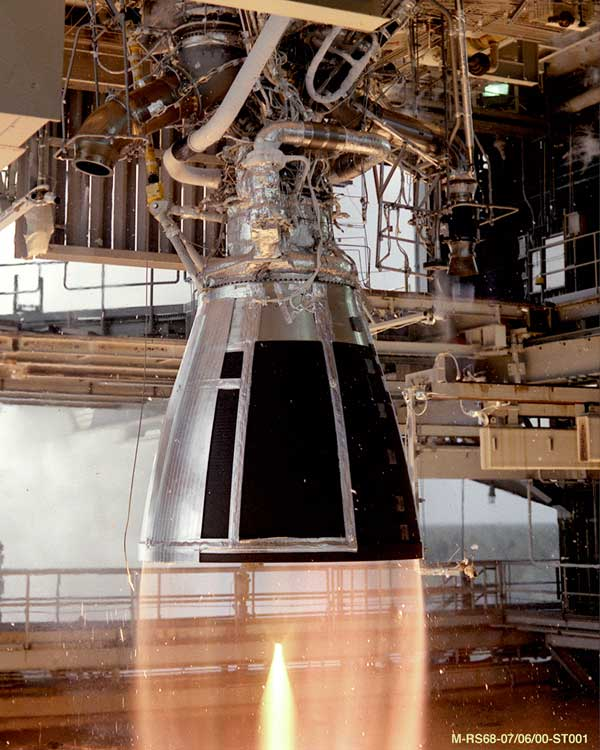
Ein RS-68 im John C. Stennis Space Center

Das Rocketdyne RS-68 (Rocket System 68) ist ein Flüssigwasserstoff/Flüssigsauerstoff-Raketentriebwerk der Firma Rocketdyne. Es wird[veraltet] in der ersten Stufe der Rakete Delta IV verwendet.

## Eigenschaften
Das Triebwerk erzeugt einen Schub von 2891 kN in Bodennähe und 3312 kN im Vakuum. Es wird in der Erststufe bzw. den Boostern der Rakete Delta IV eingesetzt und sollte auch bei der Ares V eingesetzt werden. Das RS-68 entstand mit dem Ziel, das Triebwerk gegenüber dem Space-Shuttle-Haupttriebwerk SSME erheblich zu vereinfachen, um es günstiger herstellen zu können. Dafür wurde weitgehend auf die Effizienz des Triebwerks verzichtet. So wurden z. B. günstigere Herstellungsmethoden angewandt, und es wurde eine ablative Kühlung der Schubdüse verwendet. Durch diese Maßnahmen stieg die Masse des Triebwerks, die Herstellungskosten sanken jedoch erheblich. Das Triebwerk hat eine Masse von 6696 kg, hat beim Start einen spezifischen Impuls von 3580 Ns/kg bzw. 365 s (im Vakuum 4022 Ns/kg bzw. 410 s) und entwickelt beim Abheben einen Schub von 2891 kN (im Vakuum 3312 kN), womit es zu den stärksten LOX/LH2-Triebwerken weltweit zählt. Es wird nur von der Nachfolgeversion RS-68A übertroffen. Die Leistung des Triebwerks kann von minimal 60 % bis maximal 102 % des Nominalschubs geregelt werden. Ein RS-68 kostet circa 14 Millionen US-Dollar. Bei dem Triebwerk handelt es sich um die erste Neuentwicklung eines großen Raketentriebwerkes in den USA seit dem SSME über 20 Jahre zuvor. 
Die weiterentwickelte Version RS-68A hatte am 25. September 2008 ihren Erstlauf. Sein Schub kann wie bei der Vorgängerversion gedrosselt werden. Das RS-68A hat am Boden einen spezifischen Impuls von 3570 Ns/kg und im Vakuum von 4072 Ns/kg. Die Schubkraft beträgt bei Abheben 3065 kN und im Vakuum 3496 kN. Das RS-68A wurde am 29. Juni 2012 erstmals eingesetzt. Alle drei CBCs einer Delta IV Heavy sind[veraltet] damit ausgestattet.

## Technische Daten
| Version                  | RS-68                                                              |
| ------------------------ | ------------------------------------------------------------------ |
| Höhe                     | 5,20 m                                                             |
| Durchmesser              | 2,43 m                                                             |
| Masse                    | 6696 kg                                                            |
| Treibstoffe              | Flüssiger Sauerstoff (LOX) und Wasserstoff (LH2) im Verhältnis 6:1 |
| Schub/Gewichtsverhältnis | 51,2                                                               |

## Leistungsdaten
| RS-68 Leistung bei            | 100 %                       | 60 %                       |
| ----------------------------- | --------------------------- | -------------------------- |
| Vakuumschub                   | 3314 kN                     | 1957 kN                    |
| Bodenschub                    | 2891 kN                     | 1535 kN                    |
| Mischungsverhältnis           | 6,0                         | 6,0                        |
| Spezifischer Impuls im Vakuum | 4022 Ns/kg (410 s)          | 4022 Ns/kg (410 s)         |
| Spezifischer Impuls am Boden  | 3581 Ns/kg (365 s)          | 3581 Ns/kg (365 s)         |
| Brennkammerdruck              | 97 Bar (9,7 MPa; 1410 psia) | 58 Bar (5,8 MPa; 836 psia) |
| Expansion Ratio (E)           | 21,5                        |                            |